# Hippodrome de Longchamp

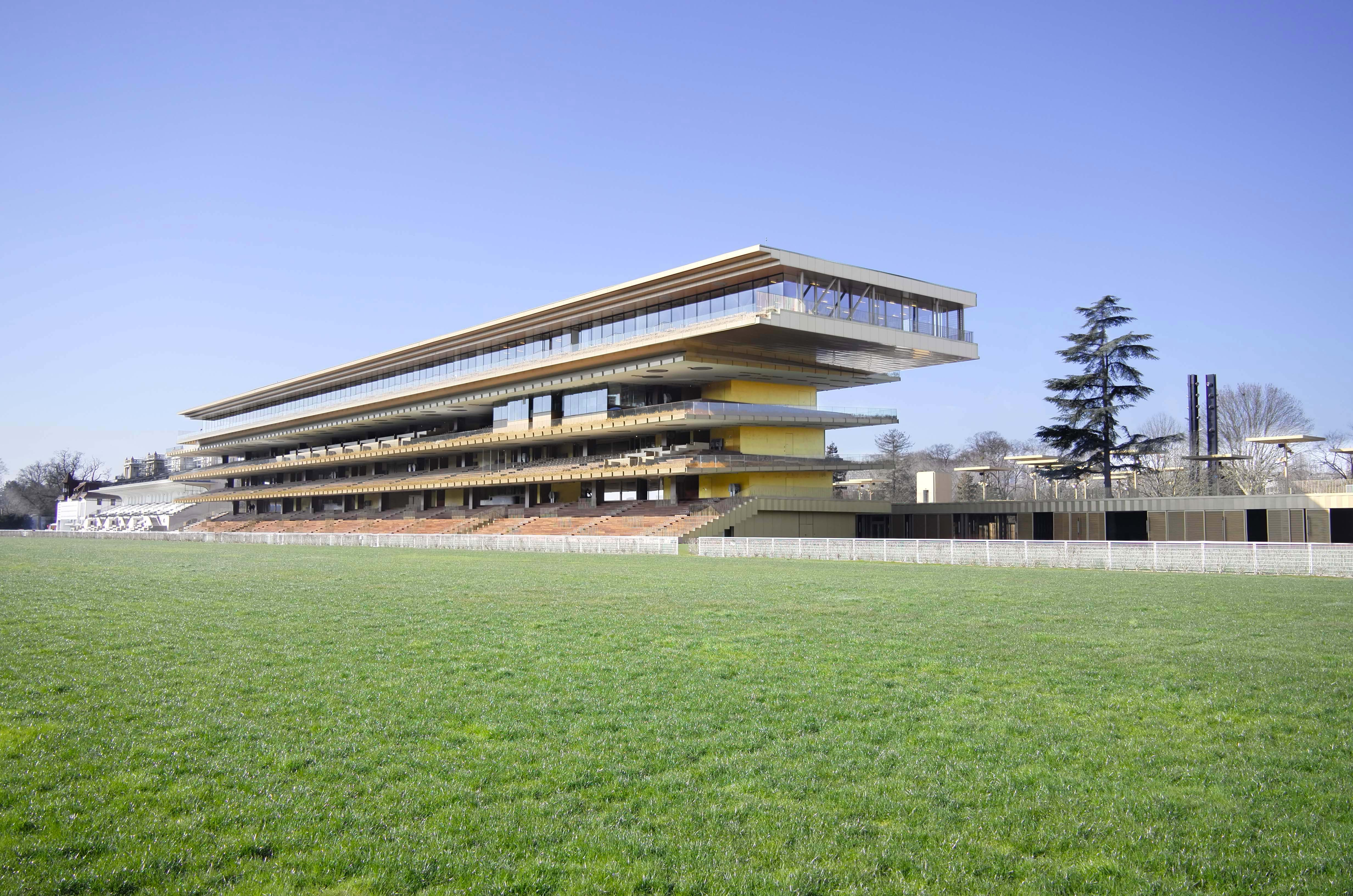
Hippodrome de Longchamp

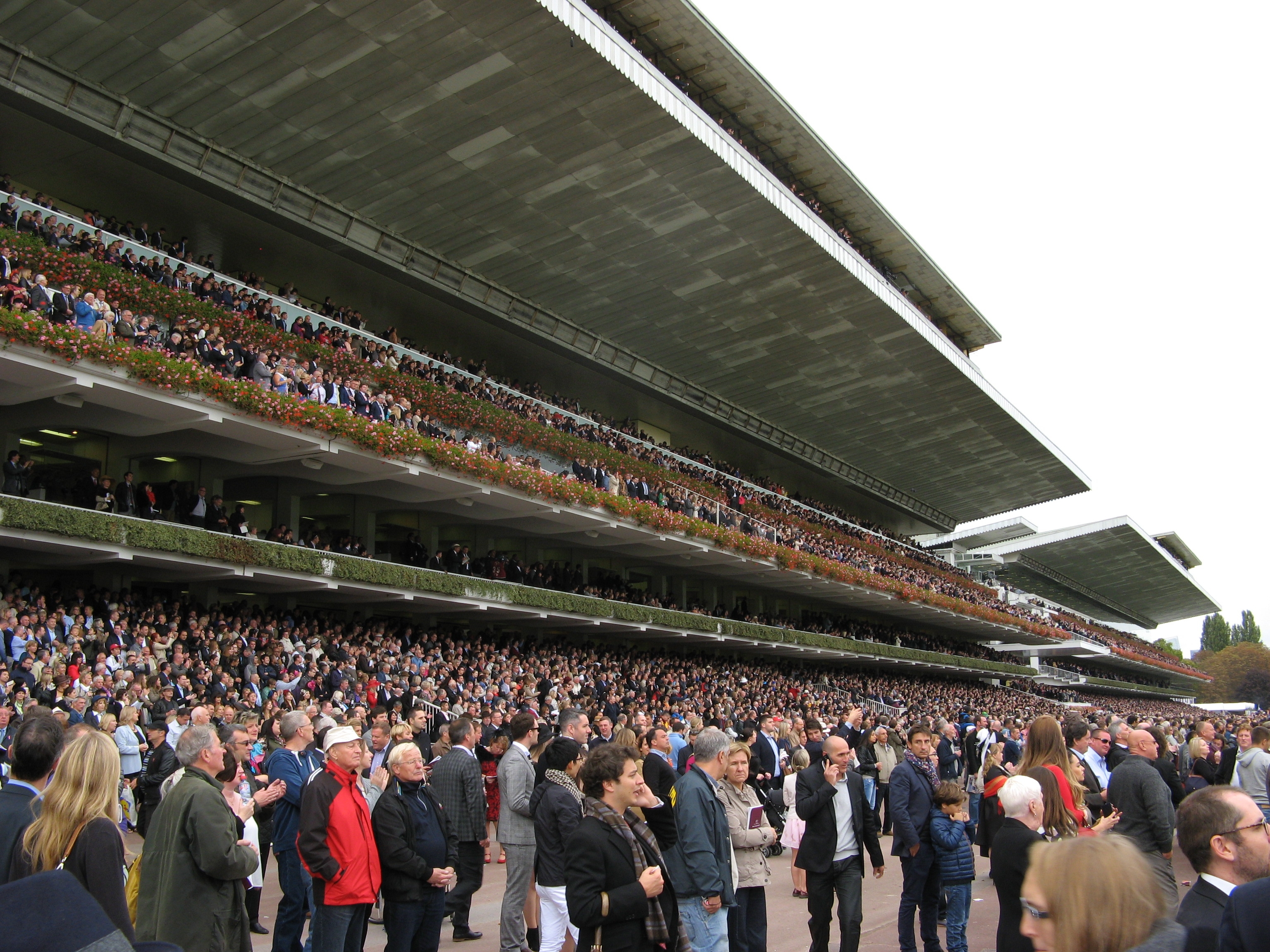
40.000 Besucher beim Prix de l‘Arc de Triomphe

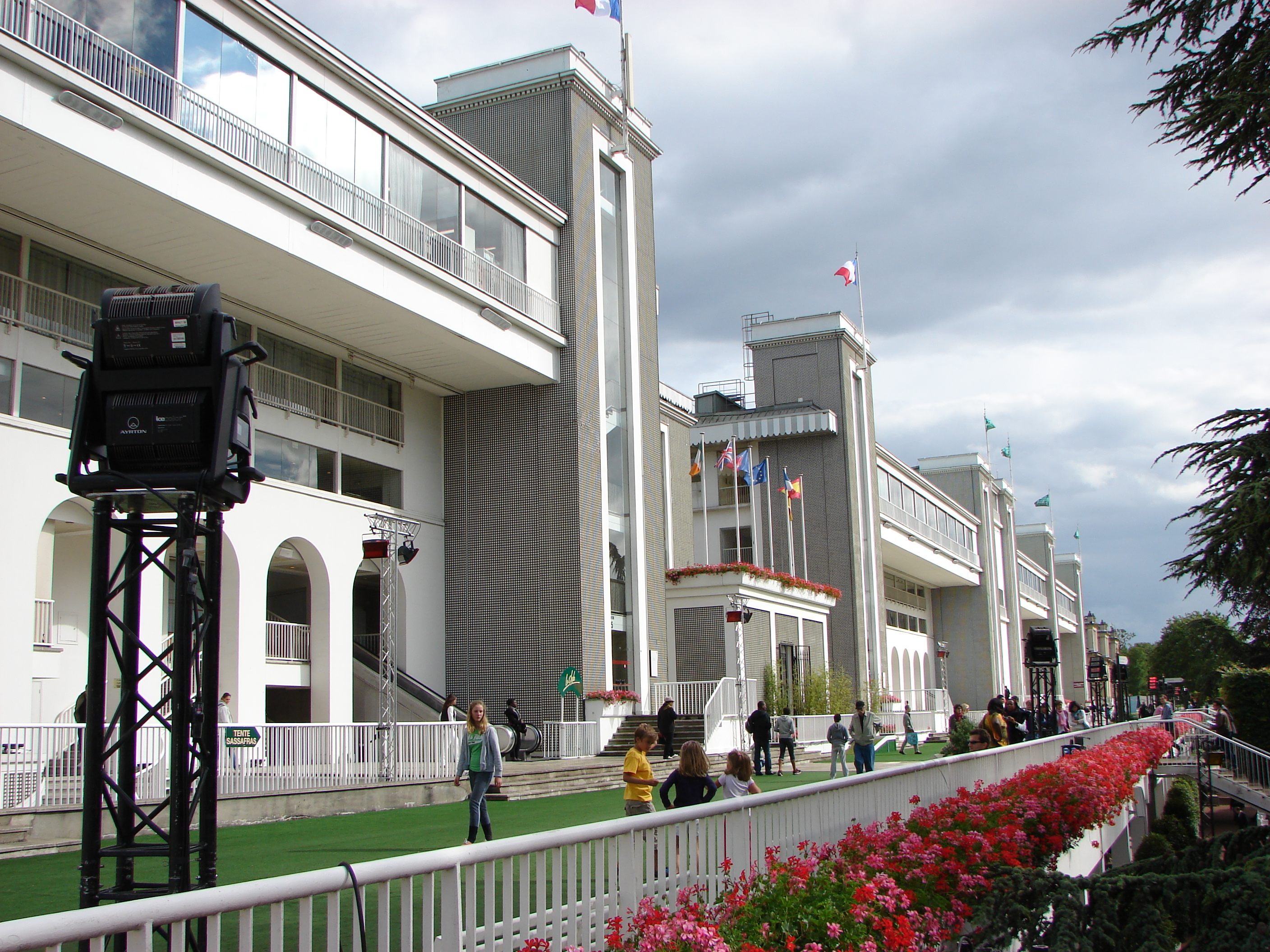
Hippodrome de Longchamp (Rückseite)

Die Pferderennbahn Longchamp (franz. Hippodrome de Longchamp) ist die wichtigste Pferderennsportanlage in Paris. Sie liegt im Bois de Boulogne im 16. Arrondissement.
Das heutige Hippodrom wurde 1857 auf den Mauern der bei der französischen Revolution zerstörten Abtei Longchamp errichtet.

Seit dem 3. Oktober 1920 findet am ersten Sonntag im Oktober der Prix de l’Arc de Triomphe statt. Neben anderen Pferderennen und Springturnieren finden auch weitere Sportveranstaltungen statt.
Nach der Pferderennbahn wurde das gleichnamige Unternehmen Longchamp benannt. Es stellt Luxusprodukte im Bereich des Lederwarengewerbes her. Auch der italienische Sportwagen De Tomaso Longchamp erhielt seinen Namen nach der Rennbahn.

## Gruppe I-Rennen in Longchamp
Es werden die folgenden Gruppe I-Rennen in Longchamp ausgetragen.
| Monat       | Rennen                                                | Distanz | Alter/Geschlecht            | Preisgeld   |
| ----------- | ----------------------------------------------------- | ------- | --------------------------- | ----------- |
| April / Mai | Prix Ganay                                            | 2 100 m | 4-jährig und älter          | 300 000 €   |
| Mai         | Poule d’Essai des Poulains                            | 1 600 m | 3-jährige Hengste           | 550 000 €   |
| Mai         | Poule d’Essai des Pouliches                           | 1 600 m | 3-jährige Stuten            | 550 000 €   |
| Mai         | Prix Saint-Alary                                      | 2 000 m | 3-jährige Stuten            | 250 000 €   |
| Mai         | Prix d'Ispahan                                        | 1 850 m | 4-jährig und älter          | 250 000 €   |
| Juli        | Grand Prix de Paris                                   | 2 400 m | 3-jährig                    | 600 000 €   |
| September   | Prix du Moulin de Longchamp                           | 1 600 m | 3-jährig und älter          | 450 000 €   |
| September   | Prix Vermeille                                        | 2 400 m | 3-jährige und ältere Stuten | 600 000 €   |
| Oktober     | Prix du Cadran                                        | 4 000 m | 4-jährig und älter          | 300 000 €   |
| Oktober     | Prix de la Forêt                                      | 1 400 m | 3-jährig und älter          | 300 000 €   |
| Oktober     | Prix de l’Abbaye de Longchamp                         | 1 000 m | 2-jährig und älter          | 350 000 €   |
| Oktober     | Prix de l’Opéra                                       | 2 000 m | 3-jährige und ältere Stuten | 400 000 €   |
| Oktober     | Prix Marcel Boussac                                   | 1 600 m | 2-jährige und ältere Stuten | 300 000 €   |
| Oktober     | Prix Jean-Luc Lagardère, auch Grand Critérium genannt | 1 400 m | 2-jährige Hengste           | 350 000 €   |
| Oktober     | Prix de l’Arc de Triomphe                             | 2 400 m | 3-jährig und älter          | 5 000 000 € |
| Oktober     | Prix Royal-Oak                                        | 3 100 m | 3-jährig und älter          | 350 000 €   |

Der Prix de Chantilly, der früher Anfang September in Chantilly ausgetragen wurde, heißt heute Prix Niel und ist ein Gruppe-II-Rennen.

## Hippodrome de Longchamp in der Kunst

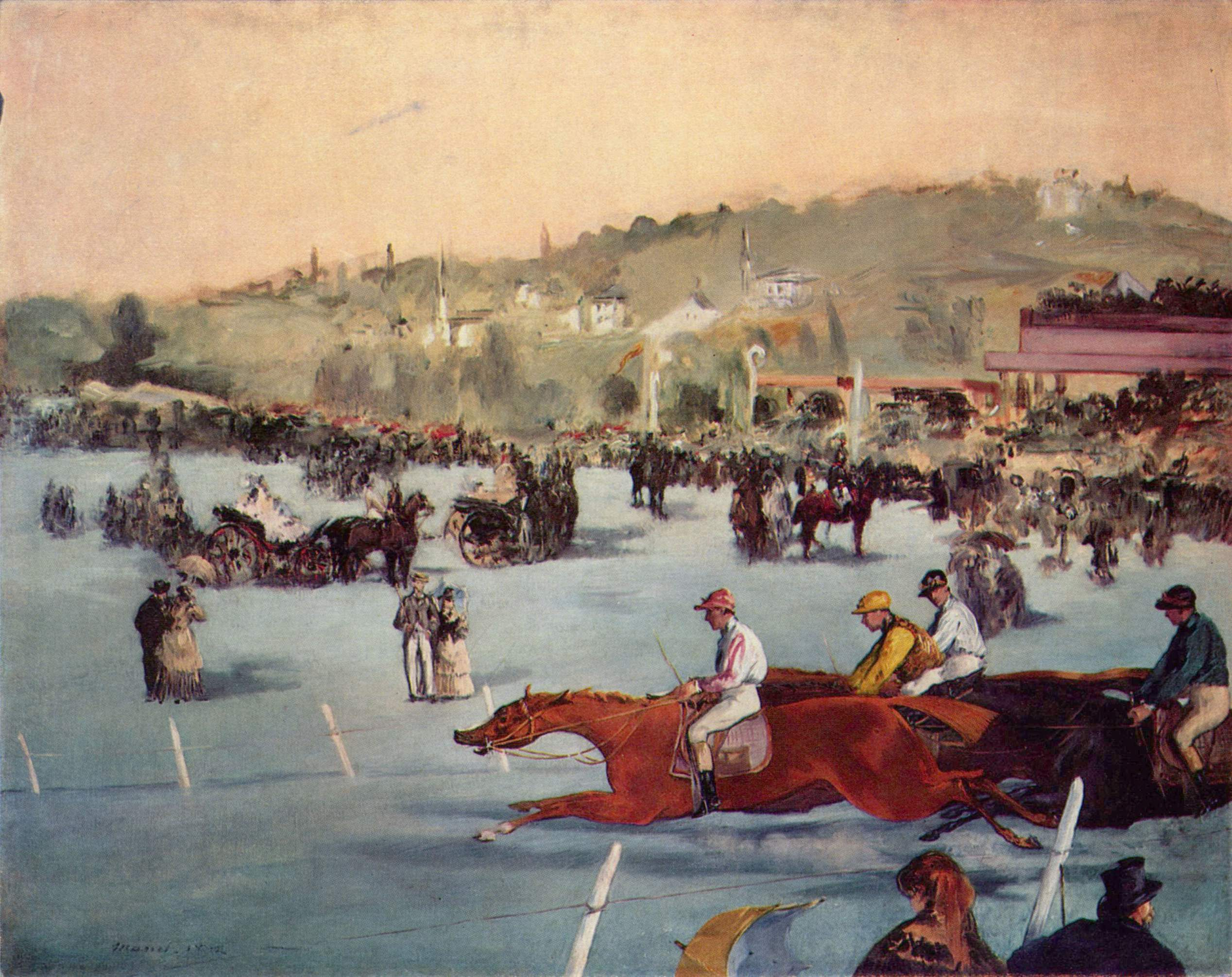
Rennen im Bois de Boulogne, Édouard Manet, 1872
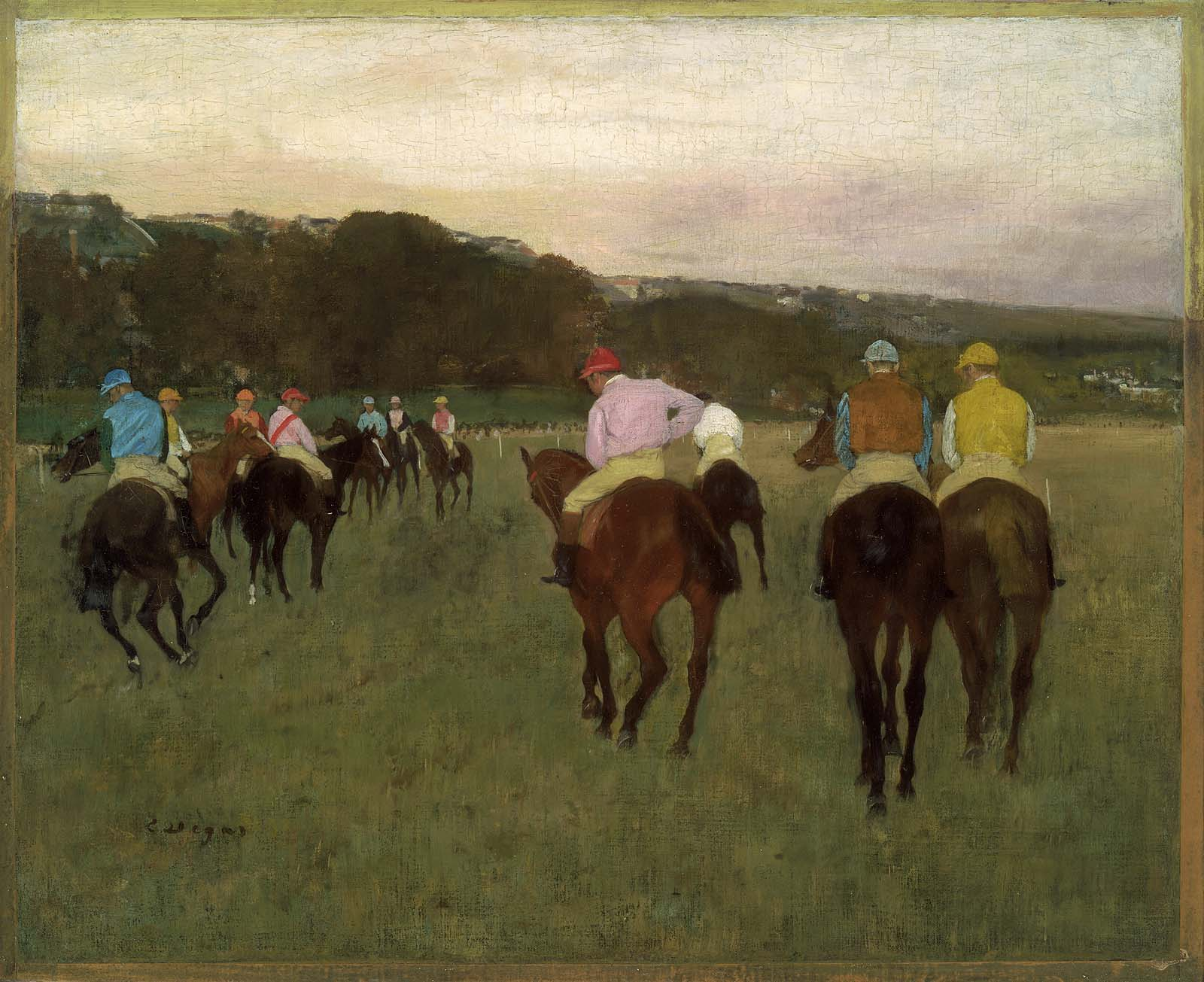
Chevaux de course à Longchamp, Edgar Degas, 1873–1875
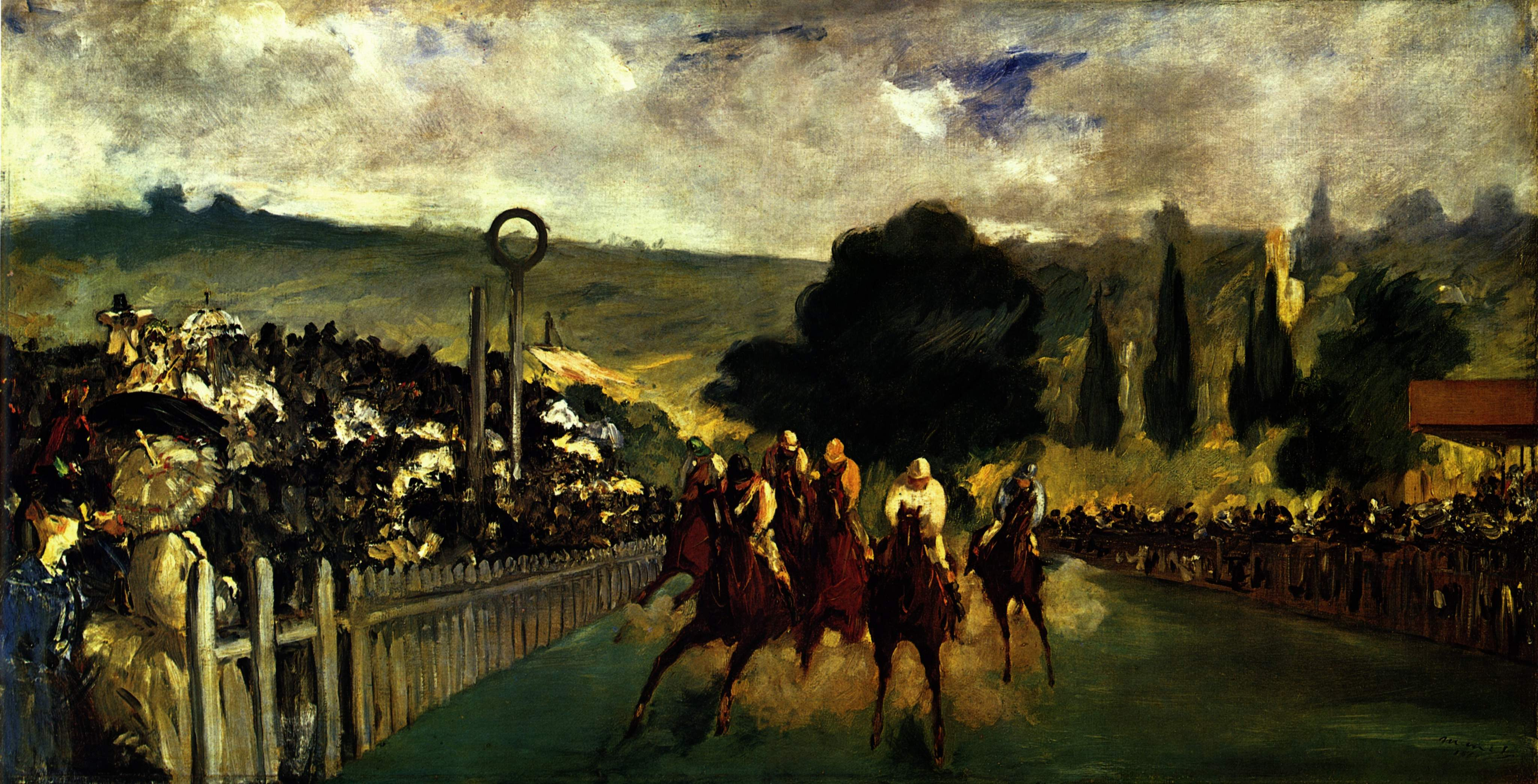
Les Courses à Longchamp, Édouard Manet, 1867

Die Pferderennbahn in Longchamps wurde von berühmten Künstlern verewigt, darunter Édouard Manet, der 1867 Les Courses à Longchamp schuf, Edgar Degas mit seinem Gemälde Chevaux de course à Longchamp und Giuseppe De Nittis, 1883.